# Francis Leroi
Francis Leroi (5 de septiembre de 1942 – 21 de marzo de 2002) fue un director, productor y guionista cinematográfico de nacionalidad francesa, conocido por ser uno de los pioneros del cine pornográfico francés de los años 1970.

## Biografía
Nacido en París, Francia, cursó estudios en el Lycée Henri IV de su ciudad natal. En esa época rodó sus primeras películas, en formato 8 mm, destacando su adaptación de El gran Meaulnes. Licenciado en filosofía, escribió una tesis sobre el Marqués de Sade, que fue rechazada por La Sorbona.
En los años 1960 frecuentó a los cineastas de la Nouvelle Vague, siendo ayudante de Claude Chabrol en el rodaje de Landru (1962), dirigiendo numerosos cortometrajes, entre ellos uno sobre el rodaje de Alphaville, película dirigida por Jean-Luc Godard.
Entre 1964 y 1965 escribió una columna teatral en el diario Combat. En 1965 dirigió en un café teatro parisino una de sus piezas, Les Minets chéris, que en 1966 sería su primer largometraje, el psicodélico Pop' Game, en el cual mezclaba la denuncia política con las escenas eróticas. Posteriormente se dedicó al cine de género con filmes como La Michetonneuse (1970), escrito junto a François Jouffa, o Les Tentations de Marianne (1972), escrito con Patrick Rambaud.
En 1973 produjo La Bonzesse, film rodado en París y Sri Lanka por el periodista François Jouffa, que sería prohibido durante un año por la censura. En 1975 produjo una cinta pornográfica, Le Sexe qui parle, de Claude Mulot. Pasando a la dirección, rodó entre 1977 y 1980 una veintena de películas (algunas de ellas con el pseudónimo Jim Clark), entre las cuales figuran Jeux de langue (1977), Je suis à prendre (1977, con Brigitte Lahaie), y Dodo petites filles au bordel (1980, con Cathy Stewart y Julia Perrin).
Trabajó también con el género fantástico, rodando Le Démon dans l’île, con Jean-Claude Brialy y Anny Duperey en 1983. Volvió al erotismo en 1984 con Emmanuelle 4, film rodado siete años después de la tercera entrega, y en el cual el papel de Sylvia Kristel pasa a Mia Nygren. 
En 1990 codirigió en Moscú con François Jouffa Sex & Perestroika, un documental de ficción. Volvió al cine pornográfico en los años 1990 con Rêves de cuir y Rêves de cuir 2, que batieron récords de ventas en casetes. En 2000 rodó Regarde-moi, con Ovidie, y un documental sobre su rodaje, Focus, que difundió en su página en internet.
Reputado como el intelectual del cine pornográgfico, Leroi aportó una cierta respetabilidad al género.
Francis Leroi falleció en 2002 en Curepipe, Mauricio, a causa de un cáncer.

## Filmografía

### Director

#### Cine clásico
- 1966: Pop' Game (también director de fotografía).
- 1968: La Poupée rouge.
- 1969: Ciné-Girl'.
- 1972: La Michetonneuse.
- 1982: Le Démon dans l’île.

#### Cine erótico y pronográfico
- 1972: Les Tentations de Marianne (soft).
- 1974: Maghella.
- 1977: Jeux de langue (soft).
- 1976: Les Plaisirs solitaires, con Maryline Guillaume y Segfried Sellier.
- 1977: Fella
- 1977: Lèche-moi partout.
- 1977: Je suis à prendre.
- 1978: Les Petites Filles.
- 1978: Les Jours et les nuits d'Eva Blue.
- 1978: La Servante perverse.
- 1978: Jouissance perverses.
- 1978: Cette salope d'Amanda.
- 1978: Alice chez les satyres.
- 1978: La petite pensionnaire.
- 1978: L'infirmière n'a pas de culotte.
- 1979: Désir sous les tropiques (soft).
- 1979: Nuits très chaudes aux Caraïbes (soft).
- 1979: Déculottez-vous Mesdemoiselles
- 1980: Petites filles au bordel
- 1980: La Pension des fesses nues.
- 1980: Charlotte mouille sa culotte !
- 1980: Le Secret des écolières sans culotte.
- 1981: Ma mère me prostitue
- 1983: Emmanuelle 4.
- 1990: Sex et Perestroika (soft).
- 1992: Rêves de cuir, con Zara Whites y Deborah Wells.
- 1993: Rêves de cuir 2, con Tabatha Cash y Deborah Wells.
- 1993: Le Secret d'Emmanuelle (Telefilm, soft).
- 1993: Éternelle Emmanuelle (Telefilm, soft).
- 1993: La Revanche d'Emmanuelle (Telefilm, soft).
- 1993: Emmanuelle à Venise (Telefilm, soft), con Sylvia Kristel y Marcela Walerstein.
- 1993: L'Amour d'Emmanuelle (Telefilm, soft), con Sylvia Kristel y Marcela Walerstein.
- 1993: Le Parfum d'Emmanuelle (Telefilm, soft), con Sylvia Kristel y Marcela Walerstein.
- 1993: Magique Emmanuelle (Telefilm, soft), con Sylvia Kristel.
- 1993: Emmanuelle au 7e ciel (soft).
- 2001: Focus (documental).
- 2001: Regarde-moi, con Lisa Crawford, Ovidie y Titof.

### Guionista
- 1966: Pop' Game
- 1975: Emmanuelle l'antivierge
- 1982: Le Démon dans l'île
- 1984: Emmanuelle 4

### Productor
- 1972: Le Franc-tireur
- 1973: La Bonzesse
- 1977: Entrecuisses / Possessions
- 1977: Triples introductions

## Premios
- 1983: Premio Suspense del Festival de cine fantástico de Avoriaz por Le Démon dans l'île.
- 1984: Fantasporto por Le Démon dans l'île.